# Corallana hirticauda
Corallana hirticauda är en kräftdjursart som beskrevs av James Dwight Dana 1853. Corallana hirticauda ingår i släktet Corallana och familjen Corallanidae. Inga underarter finns listade i Catalogue of Life.